# 曲がった結合

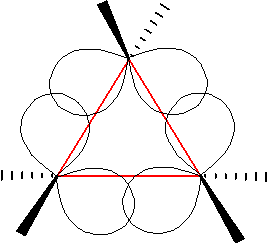
シクロプロパンの曲がった結合

曲がった結合（まがったけつごう、英: bent bond）またはバナナ結合とは有機化学に現れる用語で、いくぶんバナナを連想させる形をした共有結合のことである。この言葉はシクロプロパン C3H6のような「曲がった」構造を持つ分子の電子密度や立体配座の説明をするとき、またはσ結合とπ結合を考えずに二重結合や三重結合を説明するときに使われる。

## 小員環分子

シクロプロパンのバナナ結合まさに文字通りの描写

曲がった結合は化学結合の特別なタイプで、混成軌道の概念を補うために用いられる。曲がった結合はシクロプロパン、オキシラン、アジリジンなどのねじれた有機化合物で見られる。
これらの化合物では、理想的なsp3混成軌道の結合角（正四面体角）である109.5°を実現できない。p軌道性を強くすると60°という結合角を実現でき、このとき炭素-水素結合ではs軌道性が強くなるので結合距離が短くなる。また、シクロプロパンでは核間の軸と混成軌道の軸とがずれているので、2つの炭素間を結んだ線からずれたところに電子密度の最大点が存在する。これが「曲がった結合」という名の由来である。シクロプロパンでのオービタル間角度は104°である。この曲がりは適当なシクロプロパン誘導体のX線回折により確認できる。歪み電子密度は炭素間の中心からずれている。炭素-炭素結合距離は151 pmであり、ふつうの炭素-炭素結合の154 pmより短い。
シクロブタンはシクロプロパンより大きい環を持つが、それでも曲がった結合は存在する。この分子の炭素の結合角は平面配座で90°、ねじれた配座で88°となっている。シクロプロパンと違いC-C結合距離は増加していて、これは主に1,3-非結合性相互作用によるものである。シクロブタンの反応性は比較的低く、ふつうのアルカンと同じように振る舞う。

### ほかのモデル
シクロプロパンの構造は曲がった結合を用いたモデルで説明されることが多い。しかしこれを説明する理論はほかにも存在し、その一つにウォルシュ軌道という概念がある。これは分光学的根拠などを考慮して、分子軌道理論にある程度適応している。ウォルシュ軌道理論では、このモデルはシクロプロパンの基底状態ではないと説明される。ウォルシュ軌道理論に「修正」しようとする試みもあるが、これにはまだまだ多くの批判がある。ウォルシュ軌道はほかの分子にも興味深い説明を与える。

## 二重・三重結合
1930年代、有機化合物の二重または三重共有結合を説明するために異なる2つのモデルが提示された。ライナス・ポーリングは二重結合は2つの等価な結合によるものであるとし、それはのちにバナナ結合またはタウ結合 (tau bond) と呼ばれるようになった。一方、エーリヒ・ヒュッケルは二重結合をσ結合とπ結合の組み合わせによるものであるとした。ヒュッケルのモデルのほうが広く知られ、20世紀後半以降の教科書のほとんどがこちらを採用している。しかし、2つの説明のうちどちらが優れているのかという議論はまだ存在し、一部の理論化学者は2つのモデルは実質的に等価であると考えている。1996年のレビューで、Kenneth B. Wibergは「今日得られる情報からでは結論できないが、エチレンのσ/π結合による表現と曲がった結合による表現は等価であると考え続けることはできる。」と述べている。Ian Flemingは2010年に出版した教科書でさらに深く述べていて、2つのモデルの「全ての電子の配分 [中略] は正確に同じである。」としている。

タウ結合によるエチレンの二重結合形成
ヒュッケルのσ-πモデルによるπ結合の形成

## ほかの適用例

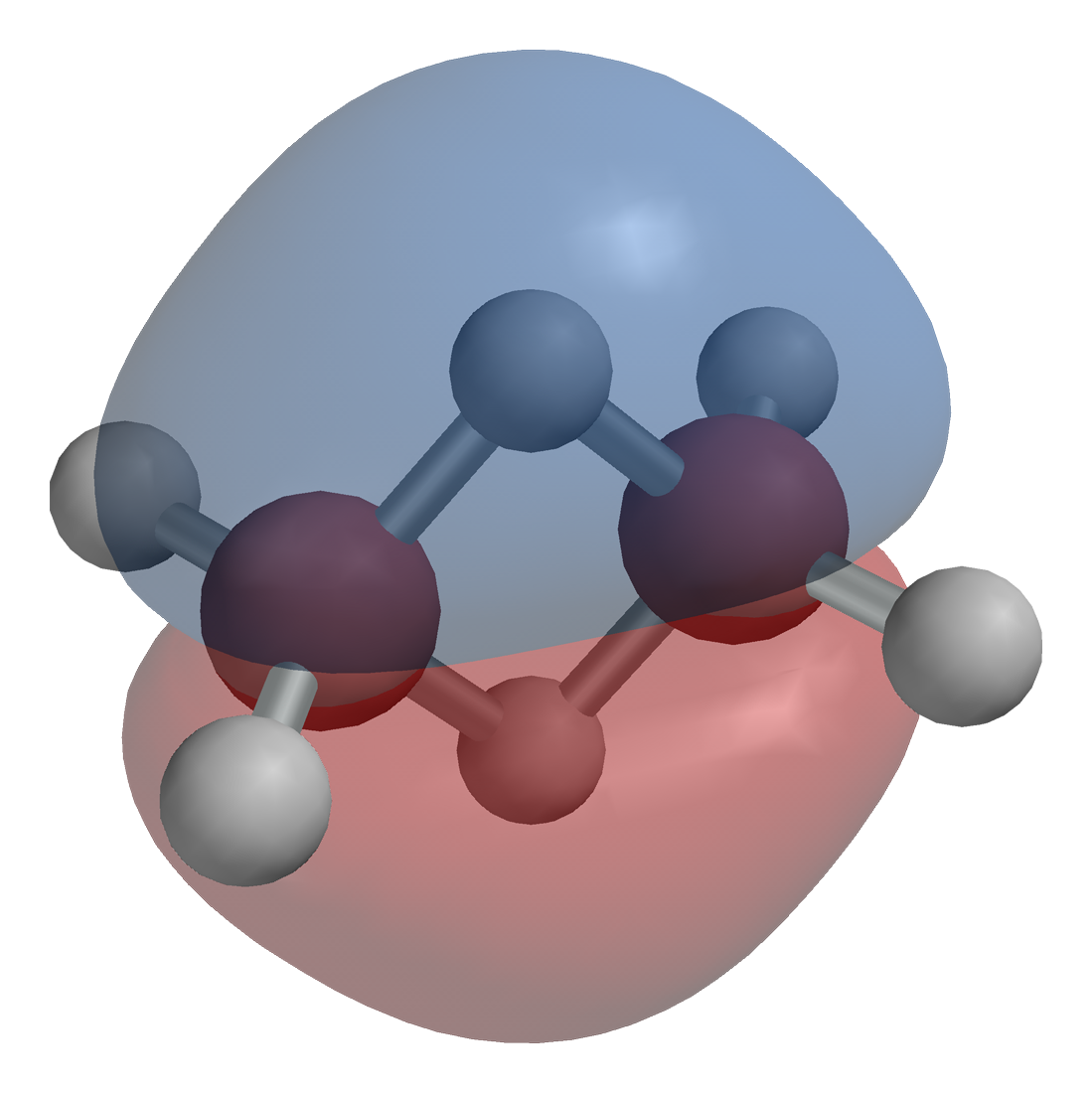
ジボランの三中心二電子結合

曲がった結合の理論は有機分子におけるほかの現象も説明できる。たとえばフルオロメタン、CH3Fの実験で求めたF-C-H結合角は 109°であるが、これはベント則に反している。ベントの規則によれば、C-F結合はp軌道性を帯びていてC-H結合はs軌道性を帯びているので、H-C-H結合角はsp2混成軌道における120°に近づき、F-C-H結合角は正四面体角109°より小さくなると予想される。この矛盾は曲がった結合を用いて解消される。
曲がった結合の概念はゴーシュ効果にも現れ、ある置換アルカンのゴーシュ配座の存在や、異常に安定なシス異性体のアルケンと関係があるシス効果の説明に用いられる。
ジボランの三中心二電子結合も曲がった結合の特別な形の一つである。